# 177771 Bretz
177771 Bretz è un asteroide della fascia principale. Scoperto nel 2005, presenta un'orbita caratterizzata da un semiasse maggiore pari a 2,6137701 au e da un'eccentricità di 0,2467905, inclinata di 2,58171° rispetto all'eclittica.